# 基里尔·谢列布连尼科夫
基里尔·谢苗诺维奇·谢列布连尼科夫（羅馬化：Kirill Semyonovich Serebrennikov；1969年9月7日—），俄羅斯劇場與電影導演，电视主持人。

## 生平

### 家庭和早年
謝列布連尼科夫出生於蘇聯頓河畔羅斯托夫，父親為猶太人外科醫生，母親為烏克蘭人俄語及文學教師。1992年畢業於羅斯托夫國立大學，主修物理學。謝列布連尼科夫在1994年首次劇場導演首作之前未接受過正規的戲劇教育。祖父亞歷山大·伊萬諾維奇·利特文（Alexander Ivanovich Litvin）是一名電影導演和編劇，於（1953年至1972年間）在摩爾多瓦電影公司工作，並被授予摩爾達維亞蘇維埃社會主義共和國榮譽文化工作者稱號。 
據母親的回憶，謝列布連尼科夫早在幼兒園時就被戲劇吸引。就讀數學學院八年級時成立了自己的學生劇院，並上演了一齣名為《影子》的戲劇。按照父母的意願，進入了羅斯托夫國立大學物理系，並於1992年以優異的成績畢業，但畢業後不久開始從事電視工作。

### 職業生涯

#### 劇場
謝列布連尼科夫早在1990年就邁出了職業導演的第一步。直到2001年，謝列布連尼科夫在戲劇和導演中心上演了《橡皮泥》。後來他於莫斯科契訶夫劇院、拉脫維亞國家劇院、國家劇院工作。他一直活躍在馬林斯基劇院和俄羅斯莫斯科大劇院的歌劇舞台製作中，他還擔任過舞台劇導演和芭蕾舞設計師，並且曾活躍於德國柏林喜歌劇院和斯圖加特國立劇院。 
2006年，謝列布連尼科夫成為“領土”國際藝術節的藝術總監。2008年起任莫斯科藝術戲劇學院教授，並開設演員、導演班。其劇場作品曾在維也納藝術節和亞維儂節上展出。
2009年，謝列布連尼科夫推出了Platforma藝術孵化器，這是一個支持俄羅斯各地劇院項目的平台。至2015年，共有340多個項目上演和發布。 
2011年，謝列布連尼科夫為莫斯科大劇院上演了里姆斯基-科薩科夫的《金公雞》。該劇廣受好評，被許多人視為對克里姆林宮的“尖銳諷刺”。 
2012年，他被任命為果戈理中心藝術總監。在謝列布連尼科夫的領導下，它演變成世界著名的文科中心。然而，許多同行批評這位新導演的急躁和與俄羅斯當局領導的保守路線背道而馳。 
2016年，他的“塞維利亞理髮師”版本在柏林喜劇歌劇院首演。 
2019年，謝列布連尼科夫的三部戲劇在亞維儂節上獲獎：“白痴”、“死魂”和“外面”。同時上演了“Nasha Alla”（“我們的阿拉”），致敬給俄羅斯首席歌手阿拉·普加喬娃。

#### 電視
在電視圈方面，謝列布連尼科夫至今執導了100多部廣告、2部紀錄片、11部音樂錄影帶和三部電視劇。在2006至2007年間，謝列布連尼科夫在TV3頻道主持了“Drugoe Kino”電視節目。2007年，他在STS電視台主持了脫口秀節目“詳情”。

#### 電影
自1998年成為電影導演後，其電影作品曾在坎城影展、盧卡諾影展、羅馬影展和華沙影展等各大國際影展放映，其作品《原鄉陌路》在華沙影展獲得了評審團大獎。
2012年，他執導的《愛從背叛開始》進入第69屆威尼斯影展正式競賽單元；2016年，他改編自劇場作品的《為神著魔的男孩》使用了劇場演出的同一批演員，於第69屆坎城影展一種注目單元中首映。
2017年8月22日，俄羅斯聯邦偵查委員會以策謀挪用國家對於工作室2011至2014年的補助津貼為由，拘捕了他；雖然他本人與其他員工喊冤，部分前員工也遭到調查與軟禁，他本人的護照也遭到註銷。外界質疑這是因為他主持的劇場Gogol中心長期演出政治、性題材的作品而遭到清算，他本人也多次批評政府，包括聲援遭到打壓的俄羅斯LGBT社群，他自己先前執導的電影《為神著魔的男孩》也是以犀利的角度批評俄國東正教。隔年初，政府指控他挪用的金額增加到1.33億盧布，他持續遭到軟禁，並可能面臨長達10年的刑期。2018年，仍遭到居家監禁的他，先前完成的電影作品《夏》獲選為第71屆坎城影展正式競賽片。

## 電影作品
- 1993年：《用混合代替狗》（Замена собак микшированием）
- 1998年：
  - 《雷雨的秘密》（Тайны грозы）
  - 《燕子》（Ласточка）
  - 《脫光衣服》（Раздетые）
- 2001年：《羅斯托夫爸爸》（Ростов-папа；電視劇）
- 2002年：《殺手日記》（Дневник убийцы；電視劇）
- 2003年：《床戲》（Постельные сцены）
- 2004年：《拉金》（Рагин）
- 2006年：《扮演受害者》（Изображая жертву）
- 2008年：《原鄉陌路（俄语：Юрьев день (фильм)）》（Юрьев день）
- 2012年：《愛從背叛開始》（Измена）
- 2016年：
  - 《為神著魔的男孩（俄语：Ученик (фильм, 2016)）》（Ученик）
  - 《留聲機（俄语：Фонограф (фильм)）》（Фонограф；短片）
- 2018年：《夏》（Лето）
- 2021年：《夢流感》（Петровы в гриппе）
- 2022年：《柴可夫斯基的妻子》（Жена Чайковского）
- 2024年：《手榴彈‧革命‧還有愛與詩》（Limonov: The Ballad）
- 2025年：《魔鬼醫生的消失》（Das Verschwinden des Josef Mengele）

## 外部連結
- 基里尔·谢列布连尼科夫在互联网电影资料库（IMDb）上的資料（英文）